# Гершгорин, Семён Аронович
Семён Аронович Гершгорин (11 [24] августа 1901, Пружаны — 30 мая 1933, Ленинград) — советский математик. Работал в области прикладной математики; наиболее известны его работы, относящиеся к численному и механическому интегрированию дифференциальных уравнений в частных производных.

## Биография
Родился в Пружанах. Окончил Петроградский технологический институт (1923). Профессор (1930). С 1930 года работал в Ленинградском политехническом институте. Труды по алгебре, теории функций, приближенным и численным методам (теорема Гершгорина для малых колебаний в методах функционального анализа), численному и механическому интегрированию дифференциальных уравнений с частными производными.
В своей пионерской работе 1929 года С. А. Гершгорин предложил использовать сетку из сопротивлений для экспериментального решения уравнения Лапласа. Серия работ С. А. Гершгорина способствовала возникновению нового класса аналоговых вычислительных машин — электроинтеграторов сеточного типа, которые весьма продуктивно использовались вплоть до 1970-х годов. Сеточные электроинтеграторы уже в 1930-х годах позволяли исследовать системы, содержащие более миллиона ячеек — рекорд, превзойдённый цифровыми ЭВМ только в 1990-х годах.